# Ceasul dintâi canonic
Ceasul dintâi sau ora I ori prima, liturgica creștină, e una din ceasurile mici, o slujbă următoare utreniei. În ritul latin a dispărut după ultima reformă liturgică, pe când în ritul armean are o însemnătate mare.